# Сакісіма
Острови Сакіші́ма, або Острови Сакісі́ма (яп. 先島諸島, さきしましょとう Сакішіма шьото)  — острівна група в складі архіпелагу Рюкю (Нансей), в південній його частині. Адміністративно є частиною префектури Окінава.

## Короткий опис
Площа архіпелагу становить 812,04 км², найбільшими островами є Іріомоте — 289 км², Ісіґакі — 222,6 км², Міяко — 204,54 км². Географічно поділяється на дві групи:
- Міяко (Міяко-Ретто) — площа 226,47 км²;
- Яеяма (Яеяма-Ретто) — площа 585,57 км².

Населення островів становить 106 471 особа (2008), з них на островах Міяко 54 043 особи, та островах Яеяма 52 428 осіб.
Максимальна висота — гора Комі, з висотою 470 м, на острові Іріомоте.
Найбільші міста — Хірара на острові Міяко та Ісіґакі на однойменному острові.

## Галерея

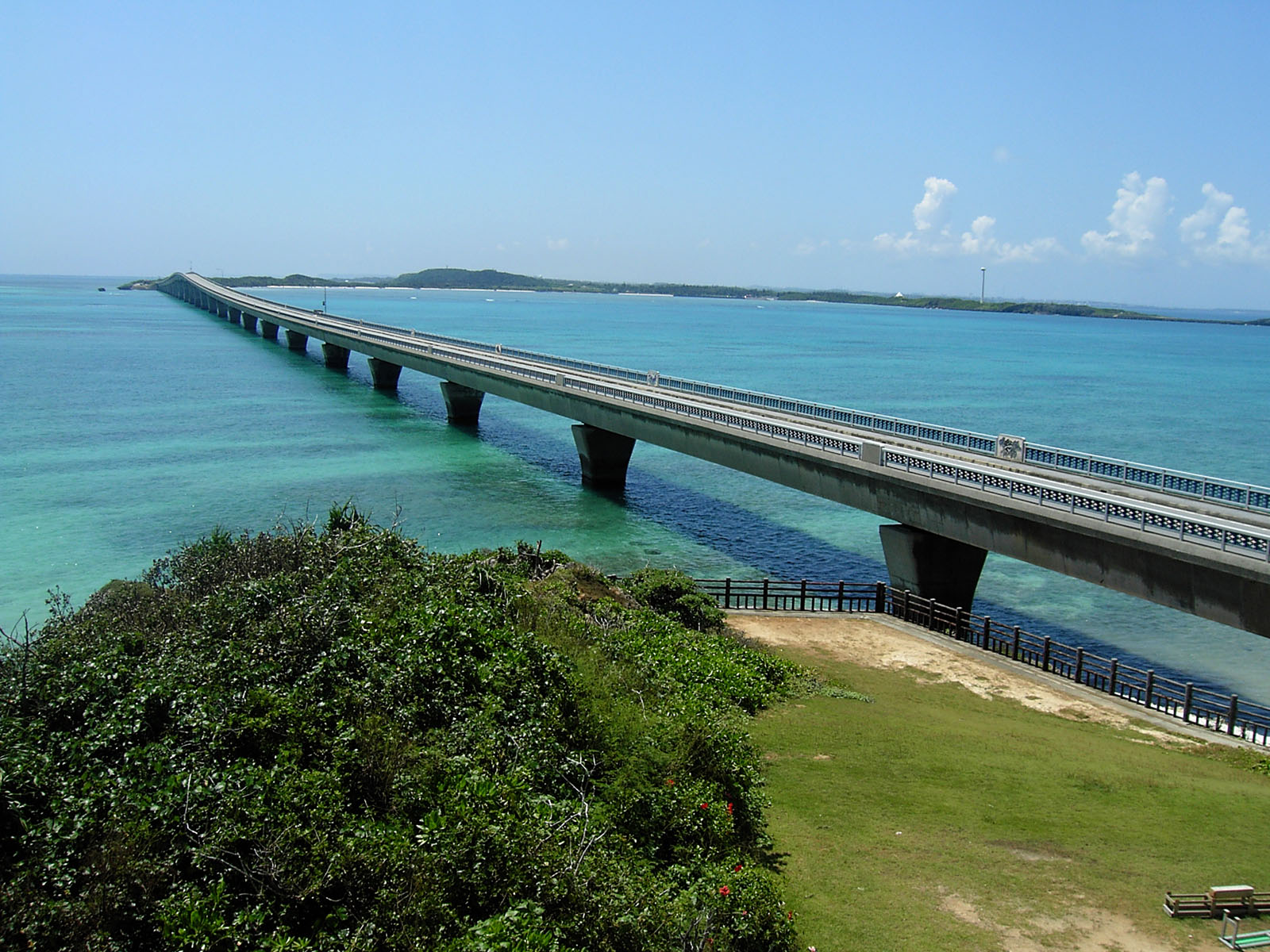
Міст Ікема між островами Міяко та Ікема
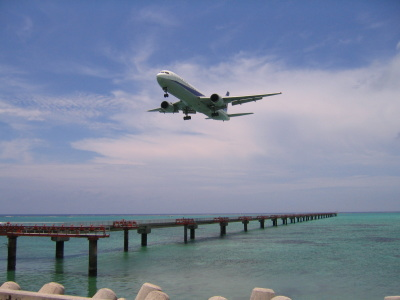
Сімодзі
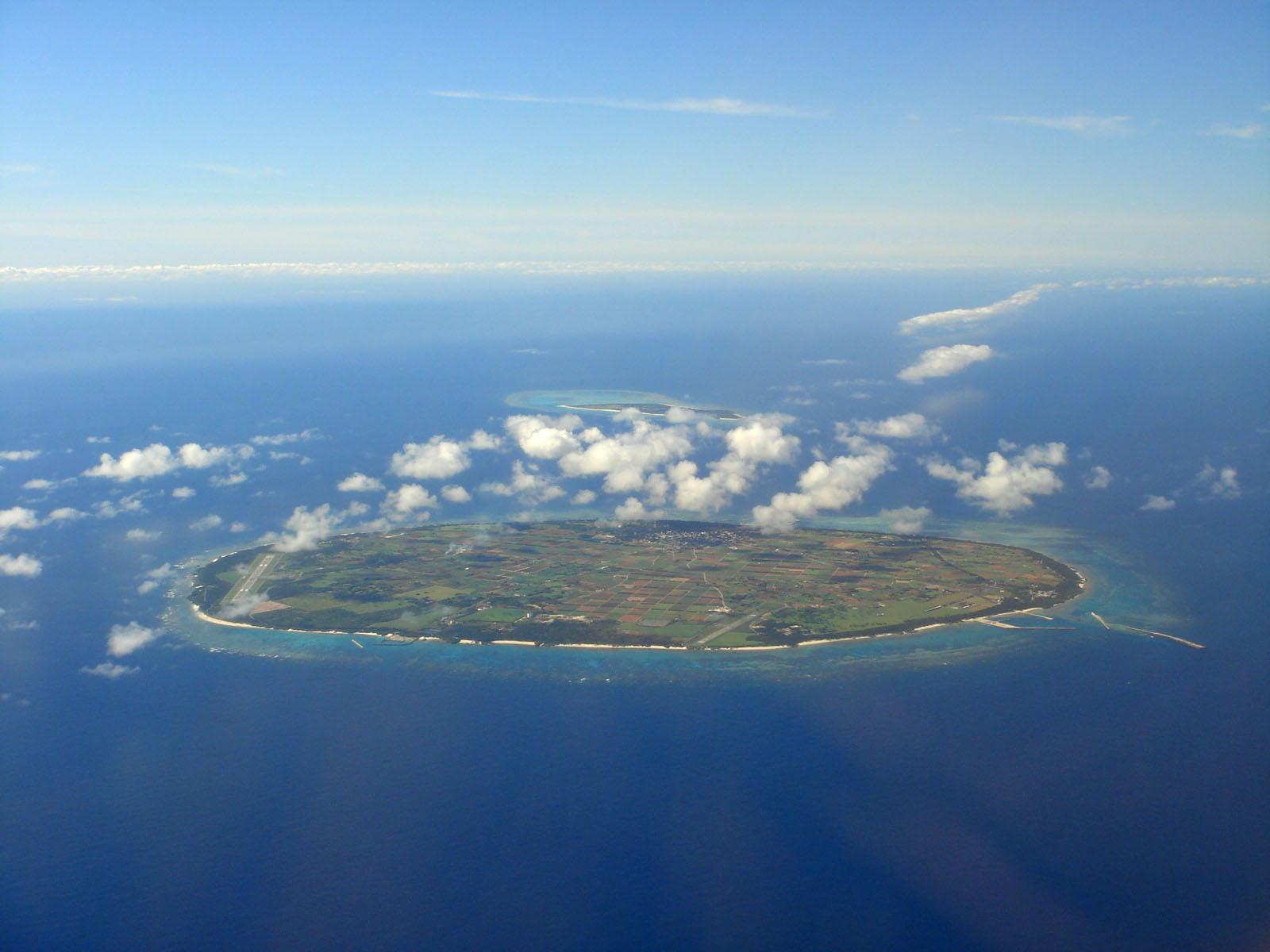
Тарама
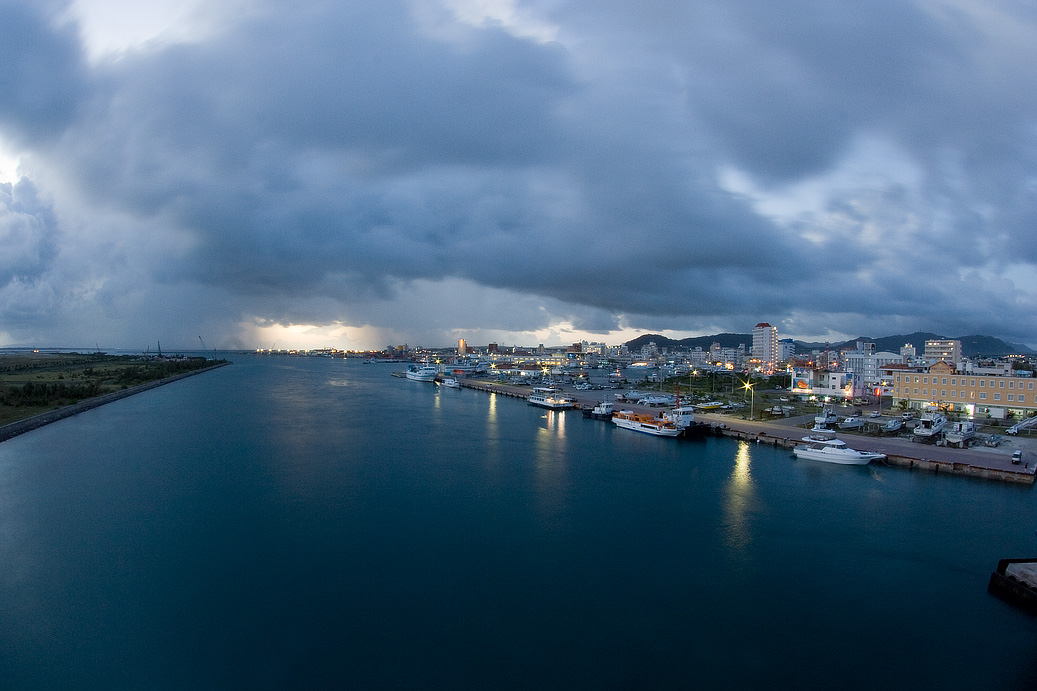
Ісіґакі
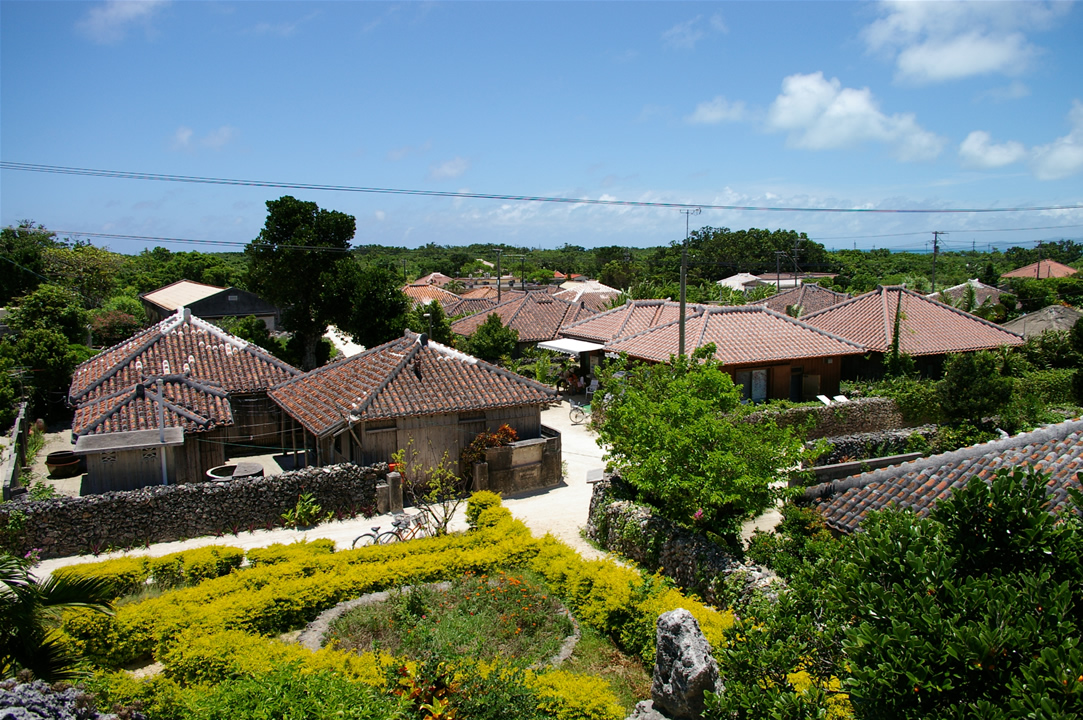
Такетомі
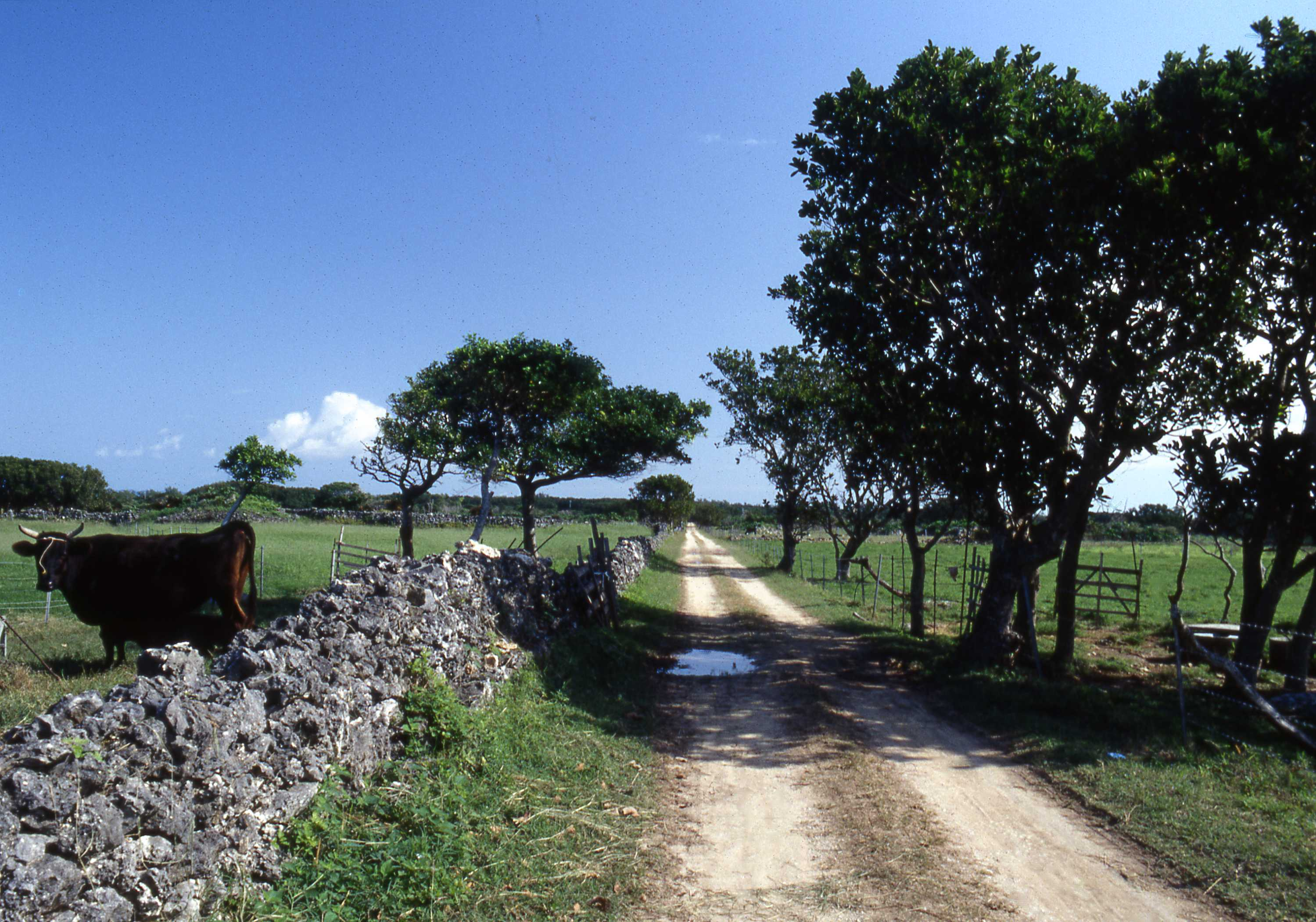
Куросіма
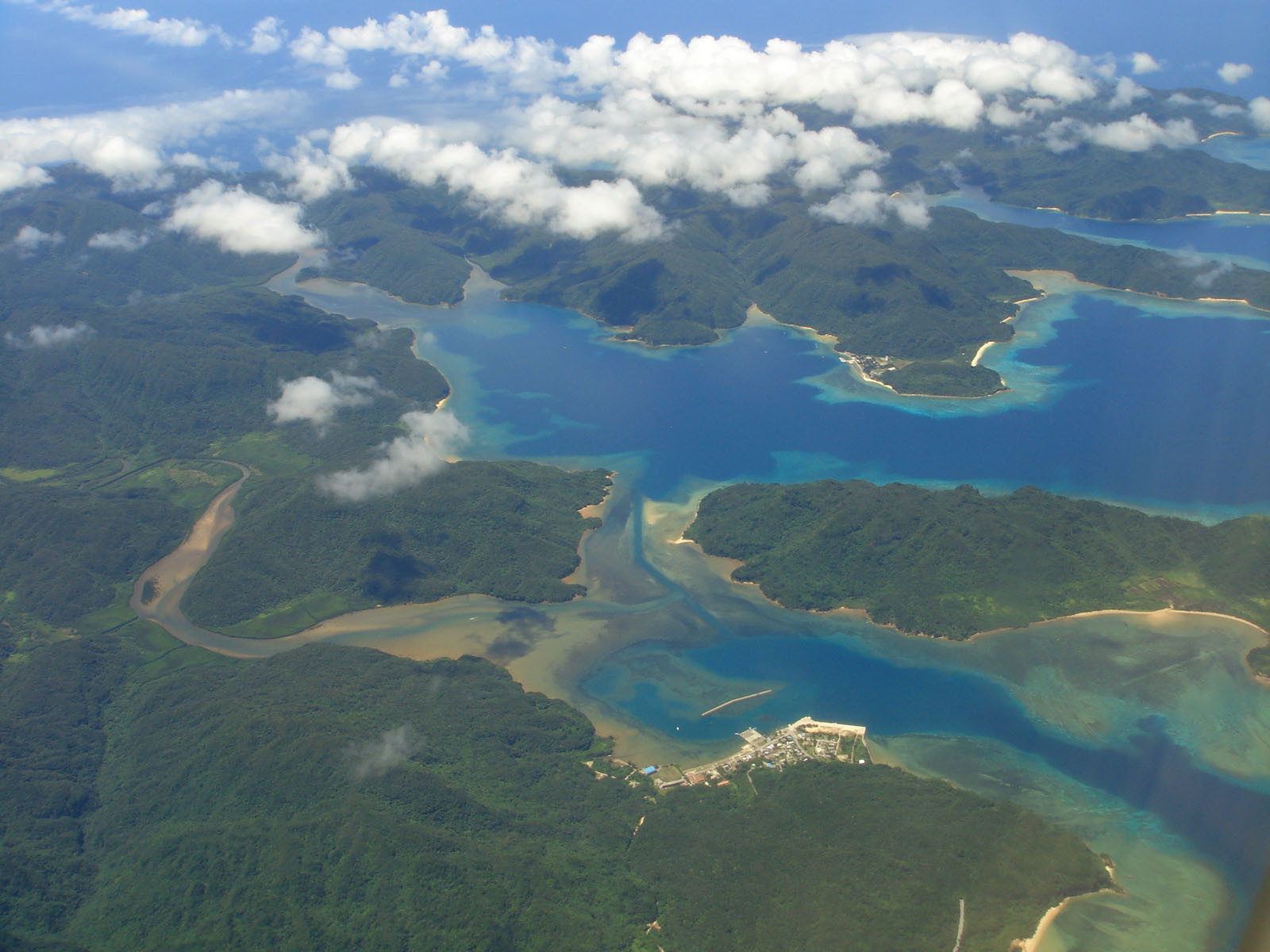
Іріомоте
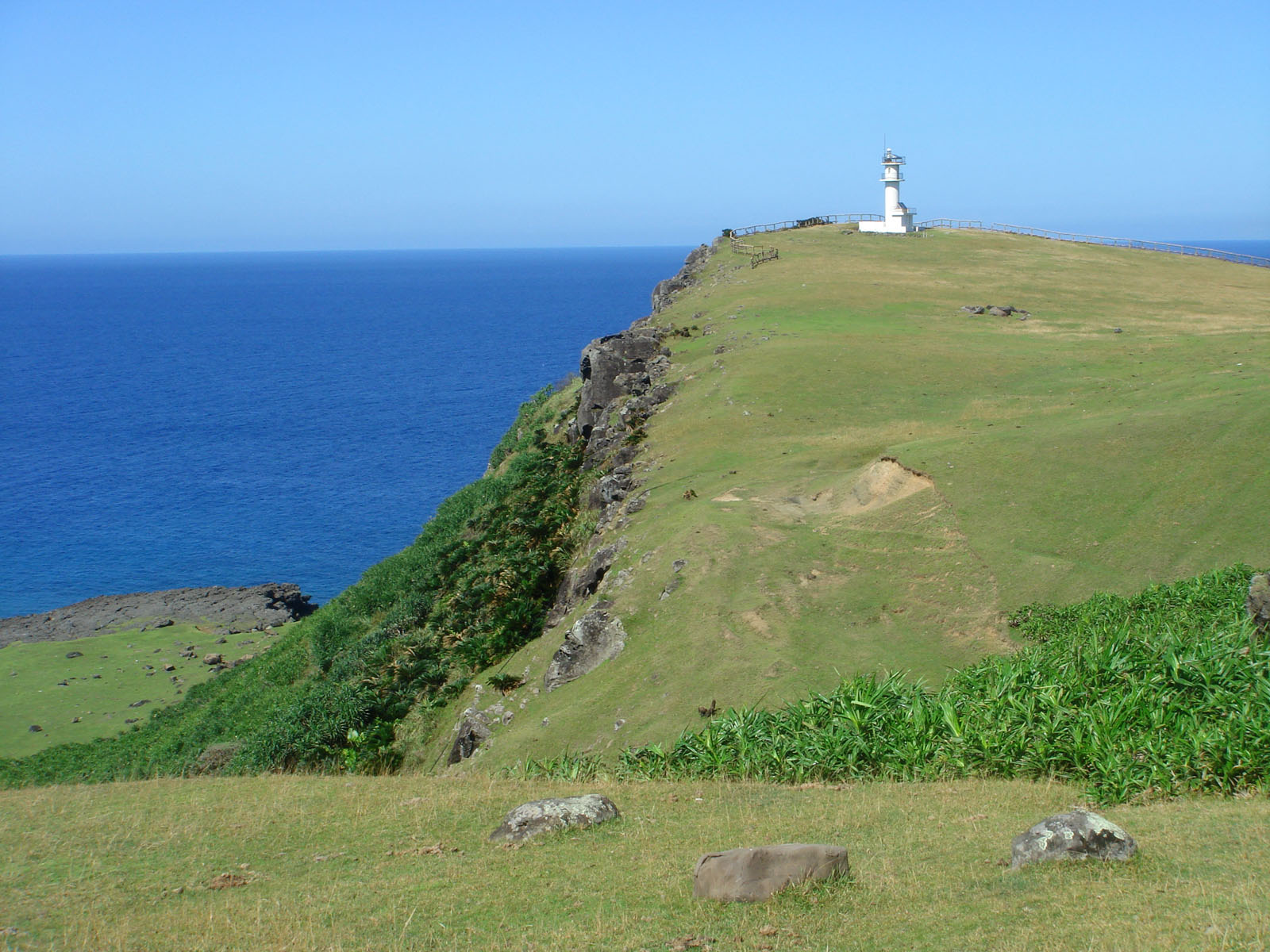
Йонаґуні